# Turzyca biała
Turzyca biała (Carex alba Scop.) – gatunek byliny z rodziny ciborowatych. Obszar występowania obejmuje środkową i wschodnią Europę oraz Azję. W Polsce występuje wyłącznie na wapiennych obszarach Tatr i w Pieninach.

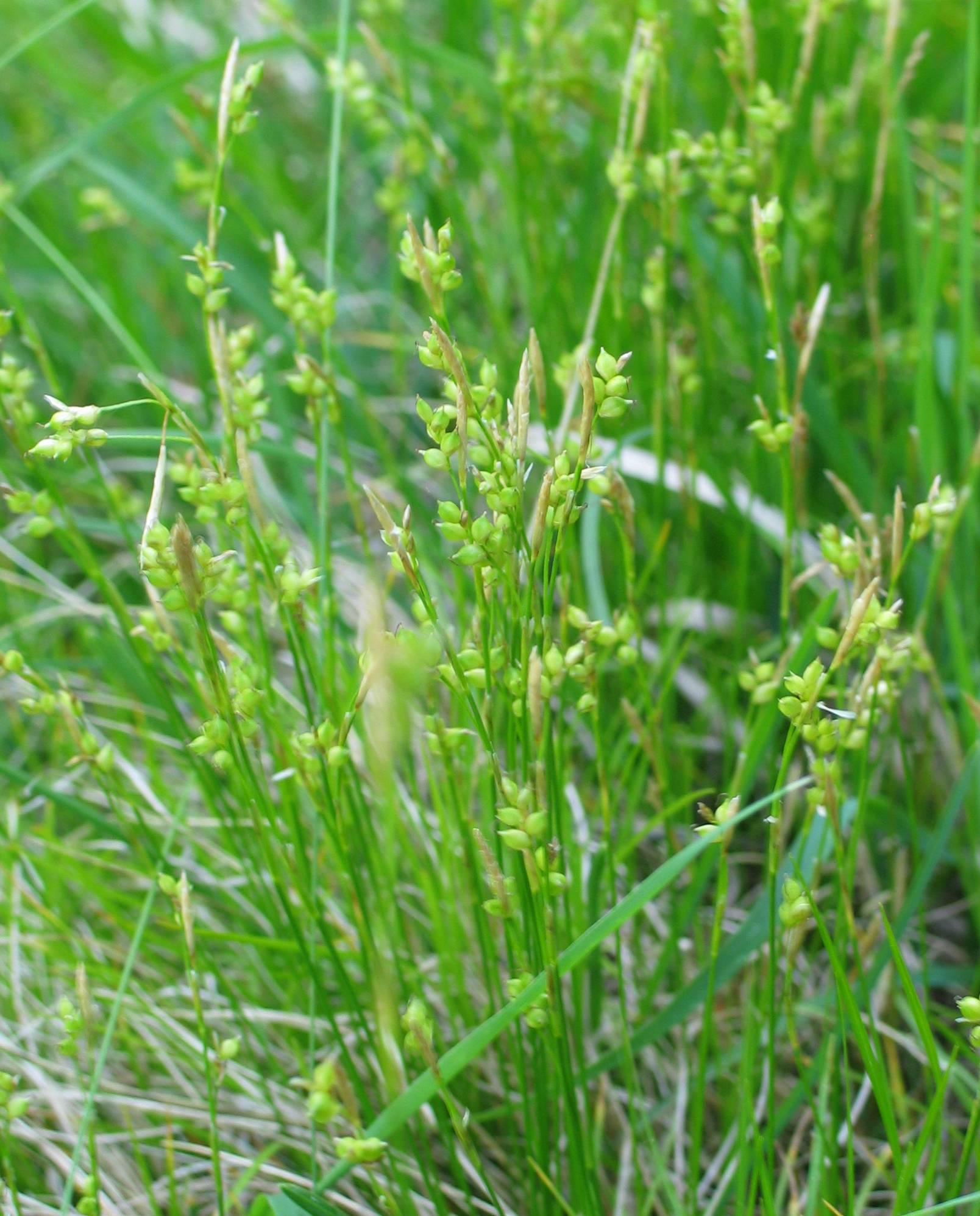
Pokrój

## Morfologia
PokrójRoślina trwała, wysokości 10-30 (40) cm, rozłogowa.
ŁodygaSztywno wzniesiona, tępo trójkanciasta.
LiścieNajniższe pochwy liściowe żółtobrązowe. Blaszki liściowe miękkie, na brzegach szorstkie, płaskie lub szczecinowato zwinięte, 1-1,5 mm szerokości. Podsadki bez blaszek, białoskórzaste podobnie jak przysadki, z zielonym wystającym grzbietem. Przysadki kwiatowe są niemal białe.
KwiatyKwiatostan składający się z 2-4 nieco od siebie odsuniętych, wzniesionych kłosów na szypułkach. Najwyższy kłos z kwiatami męskimi, pozostałe z 3-6 kwiatami żeńskimi. Słupek o 3 znamionach.
OwoceLuźno rozmieszczone. Orzeszek trójkanciasty. Zamknięty w pęcherzyku dłuższym od przysadek, wydętym, ciemnobrązowym, błyszczącym, nagim, z dzióbkiem.

## Biologia i ekologia
Bylina, hemikryptofit. Kwitnie od maja do czerwca. Roślina wapieniolubna, występuje w świetlistych lasach i zaroślach oraz na trawiastych zboczach. Gatunek charakterystyczny dla klasy (Cl.) Erico-Pinetea, Ass. Carici albae-Fagetum i gatunek wyróżniający dla zbiorowiska Pinus sylvestris-Carex alba.